# Livet är en schlager (musikal)
Livet är en Schlager är en svensk musikal med premiär 11 september 2014 på Cirkus i Stockholm. Musikalen har text av Jonas Gardell, musik av Fredrik Kempe samt sångtexter, idé och regi av Jonas Gardell. Föreställningen spelades i Stockholm till april 2015. Musikalen bygger på filmen Livet är en schlager från 2000.

## Medverkande i urval
- Helen Sjöholm
- Peter Jöback
- Johan Glans
- Katarina Ewerlöf
- Jonas Helgesson
- Måns Möller
- Mats Bergman
- Frida Westerdahl
- My Holmsten
- Sandra Tillbom
- Martin Kagemark
- Cecilia Wrangel
- Anders Håkansson
- Edvin Karlsson

## Handling
Musikalen handlar om den schlagertokiga Mona Berglund och hennes man Bosse, hennes gränsöverskridande bror Candy Darling och killen hon jobbar för, den cp-skadade David. När Mona råkar höra en sång som David har skrivit skickar hon i hemlighet in den till Melodifestivalen och blir uttagen till finalen. Över en natt blir hon schlagerstjärna men hon har inte berättat att det inte är hon som har skrivit låten och avslöjas det riskerar hon att förlora alla sina framgångar.

## Konceptalbum
Musikalens musik spelades in i studio och släpptes på CD-skiva den 28 januari 2014.

### Låtlista
1. "Stjärnorna som tindra över skarpnäck" - Helen Sjöholm
2. "Samhallsvals" - Katarina Ewerlöf
3. "Mil efter mil" - Peter Jöback & Johan Glans
4. "Hur gör man drömmen sann" - Helen Sjöholm, Peter Jöback & Johan Glans
5. "V.I.P." - Oscar Pierrou Lindén
6. "Ingen är där" - Peter Jöback
7. "Nu är det min tur" - Frida Westerdahl
8. "Söta du" - Måns Möller & Anette Belander
9. "Annars vore jag inte jag" - Peter Jöback
10. "När jag faller" - Peter Jöback & Helen Sjöholm
11. "Tre minuter" - My Holmsten
12. "Om inte du" - Helen Sjöholm
13. "Aldrig ska jag sluta älska dig" - Helen Sjöholm
14. "Som skapta för varann" - Helen Sjöholm & Peter Jöback
15. "Som en vindil (bonusspår)" - Peter Jöback